# Amish
Gli amish (in tedesco della Pennsylvania: Amisch; in tedesco: Amische) sono una comunità religiosa cristiana nata in Svizzera nel XVII secolo e stabilitasi negli Stati Uniti d'America nel XVIII secolo, fondata dal riformatore protestante svizzero Jakob Ammann, dal quale prende il nome aggettivato. I gruppi più grandi si trovano in Ohio e Pennsylvania. Con una media di sette figli per famiglia, sono tra le popolazioni a maggior incremento demografico del mondo: tra il 1992 e il 2013 gli amish sono aumentati del 120%, mentre la popolazione statunitense è cresciuta del 23%.
Gli amish provengono dal movimento anabattista e si rifanno alla Confessione di fede di Dordrecht del 1632. Da alcuni studiosi di religioni vengono considerati come protestanti conservatori, da altri come appartenenti all'ampia famiglia delle chiese libere insieme ai mennoniti, ai quaccheri e ad altre, poiché con queste hanno numerosi punti dottrinali in comune. L'idea di chiesa libera o professante nacque a Zurigo, Svizzera, nell'ala detta radicale della riforma zwingliana.
La stragrande maggioranza degli amish parla tradizionalmente il tedesco della Pennsylvania, ma una minoranza parla due diversi dialetti alemanni.
Quando si parla di amish, quasi sempre si fa riferimento agli amish del Vecchio Ordine, ciò in quanto nella seconda metà del XIX secolo, gli amish si divisero in vari sottogruppi, di cui gli amish del Vecchio Ordine rappresentavano solo circa un terzo. Tuttavia, la maggior parte degli altri sottogruppi ha perso nel tempo alcune particolarità, e si è assimilata alla società americana. Oltre agli amish di Vecchio Ordine, tuttavia, i beachy amish e gli amish del Nuovo Ordine (New Order Amish) hanno conservato parti della loro antica cultura. Gli amish del Vecchio ordine sono divisi in più di quaranta sottogruppi, alcuni dei quali anche molto diversi.
Gli amish del Vecchio Ordine sono diffusi negli Stati Uniti d'America e in Canada. In Europa gli amish si sono assimilati ai mennoniti. I beachy amish, che guidano con macchine e non con carrozze e che parlano solo inglese e non tedesco, sono geograficamente molto più diffusi degli amish del Vecchio Ordine. Le chiese internazionali di beachy amish e le loro missioni sono diffuse non solo negli Stati Uniti d'America, ma anche in El Salvador, Belize, Nicaragua, Costa Rica, Paraguay, Irlanda, Ucraina, Romania, Kenya, Australia e Canada. In Messico, Paraguay, Bolivia, Argentina ed in altri paesi in America Latina ci sono mennoniti di lingua tedesca dalla Russia, che per molti aspetti sono simili agli amish.

## Storia

### Le origini: la riforma protestante e le chiese libere
La riforma protestante ha una sua data di inizio ufficiale, il 1517, con la pubblicazione delle tesi di Lutero a Wittenberg, ma le idee e i disagi che portarono l'ampio e variegato fenomeno della riforma protestante circolavano già da parecchio tempo in tutta Europa.
All'atto della riforma protestante furono tre i pensatori che si staccarono dalla chiesa di Roma: Lutero in Germania, Calvino a Ginevra e Ulrico Zwingli a Zurigo. Le tesi propugnate erano, tra le altre: la salvezza attraverso la grazia divina più che attraverso i sacramenti, la libertà personale di credo, il sacerdozio in quanto credenti, e non in quanto credenti e ordinati sacerdoti, la stretta unione tra Stato e Chiesa, la centralità della Bibbia rispetto alla tradizione ecclesiastica.
I tre pensatori trovarono appoggio nelle autorità politiche del tempo riuscendo a fondare le rispettive chiese, nonostante l'opposizione di Roma. All'interno di esse, e soprattutto nella Svizzera di Calvino, si originò il movimento anabattista che più tardi divenne mennonita.

### I mennoniti
All'interno del protestantesimo, uno dei punti salienti di molti fedeli e di molti pensatori fu la necessità di battezzare solo gli adulti e a causa di ciò si trovarono nel mirino delle altre chiese cristiane, e oggetto di persecuzione. Dal punto di vista allora corrente, infatti, non battezzare un bambino equivaleva a esporlo al rischio di "morte eterna": privo di battesimo, infatti, non sarebbe potuto mai entrare in Paradiso e la grazia di Dio gli sarebbe rimasta preclusa. Ricordiamo che, a quell'epoca, la mortalità infantile era altissima e che le possibilità che un bambino arrivasse a chiedere il battesimo giungendo all'età adulta erano oggettivamente scarse.
Nel 1534 un gruppo di anabattisti radicali fondò con la forza una teocrazia a Münster macchiandosi di violenti crimini.
Come conseguenza vi fu una grave persecuzione corale, sia di tutto il movimento cattolico che delle tre chiese protestanti. Gli anabattisti vennero stanati, torturati ed eliminati un po' ovunque, al punto che alcune città assoldarono dei veri e propri cacciatori di teste per trovarli e ucciderli. L'esperienza segnò una svolta nella storia del movimento, che non ebbe mai più alcuna possibilità di avere una seppur minima influenza sulla politica della vita quotidiana o di costituire alleanze politiche, come accadde per altre chiese protestanti.
Nel 1536 un giovane prete cattolico, Menno Simons, lasciò la chiesa cattolica che riteneva aver perso il contatto con le radici evangeliche per perdersi dietro a "storie, leggende, palme sante, vespri, pellegrinaggi, reliquie, …". Menno divenne anabattista e, nonostante le persecuzioni alle quali erano sottoposti gli aderenti alla chiesa, riuscì a sopravvivere e a unificare gruppi differenti, che, quando i Paesi Bassi intrapresero una politica di tolleranza religiosa, poterono vivere in pace. I gruppi che aveva unito presero spunto dal suo nome e si chiamarono, da allora in poi, mennoniti.
Nel 1632 venne stilata la Confessione di fede di Dordrecht, cui si ispirarono e fondarono le credenze e pratiche religiose amish, che li guidano agli inizi del ventunesimo secolo. Fondamentalmente sono:
1. il "battesimo dei credenti" da amministrarsi esclusivamente in età adulta, dopo pentimento e professione di fede. Gli amish sono contrari al battesimo dei bambini poiché non ritengono che abbiano coscienza del bene e del male, quindi, non possano né peccare né beneficiare del battesimo.
2. I membri della chiesa che peccano vanno ammoniti due volte in privato. Se perseverano, vengono ammoniti durante l'assemblea e quindi banditi dal gruppo. Questa era una pratica già attuata dalle origini del Cristianesimo.
3. Solo i credenti battezzati in età adulta siederanno al Banchetto di Dio.
4. Si impegnano a tenersi staccati dal male del mondo. Sono dunque pacifisti e rifiutano ogni forma di violenza.
5. I capi della chiesa sono detti pastori, devono avere buon carattere ed essere competenti nel guidare nella preghiera la congregazione.
6. Sostengono la separazione tra Stato e Chiesa. Si ritirano, solitamente, dal mondo di cui sentono una influenza corrotta e corrompente. Non assumono cariche pubbliche, non votano.
7. Non giurano: la parola è sufficiente.

I difficili inizi della chiesa portarono l'abitudine di officiare il culto nelle case private e non in luoghi pubblici come le chiese.
Tale abitudine passò tale quale agli amish.

### La nascita degli amish
Nel 1693 Jakob Ammann, un vescovo svizzero, ruppe con la chiesa mennonita e diede origine al movimento amish, che derivò il nome da quello dell'ecclesiastico, e pur procedendo autonomamente, mantenne diversi punti dottrinali dei mennoniti.

### William Penn e il "santo esperimento"
William Penn fu il nobile erede di cospicui privilegi aristocratici nell'Inghilterra della restaurazione post-Cromwell. La sua famiglia, infatti, aveva sostenuto attivamente ed economicamente il re Carlo nella sua riconquista al trono. William era venuto a contatto nel 1667 in Irlanda, con il movimento quacchero. Il quaccherismo si inscriveva nel largo filone delle "chiese libere" e degli anabattisti subiva le persecuzioni in ugual misura.
Ritornato in Inghilterra dedicò tutto se stesso a un impressionante lavoro di divulgazione delle tesi sul rinnovamento religioso. A partire dal 1675 iniziò a maturare e a promuovere l'idea che vi fosse necessità per l'Inghilterra in genere, e per i puritani in particolare, di aprirsi al Nuovo Mondo, l'America.
Per sfuggire alle persecuzioni e alla ricerca di un modo di vita diverso, Penn salpò con un gruppo di quaccheri. Una parte di essi si stabilì nello Stato che conosciamo come Pennsylvania e che considera William come suo fondatore. La corona britannica, infatti, gli assegnò lo Stato come saldo del debito che aveva con la sua famiglia.
Penn, in linea con analoghi esperimenti, volle creare un differente modo di vivere, basato sul rispetto e sull'amorevole collaborazione tra persone differenti, rese uguali dall'atto creativo di Dio. In tal senso "le persone" non furono solo gli altri cristiani, ma anche le popolazioni indiane residenti.
Verso il 1720 alcuni gruppi di amish seguirono il sogno della colonia di Penn e la raggiunsero. Si stabilirono per la maggior parte in Pennsylvania, dove hanno la presenza maggiore. Altri si diressero negli stati di New York, Illinois, Indiana, Iowa, Missouri e Ohio.

### Dal 1700 in poi
La sopravvivenza delle chiese libere non era scontata in un continente dove non esisteva lo Stato e la legge era spesso dalla parte di chi la imponeva mentre la non-violenza suscitava desideri predatori e/o accese antipatie. Nel 1880, dopo la guerra di secessione americana, l'America non contava più di 1.000 amish. Guerre, persecuzioni e carestie spinsero altri amish a lasciare l'Europa per riunirsi con i gruppi americani. La maggior parte si stabilì in Illinois, Indiana, Iowa, Missouri, New York, Ohio, e Ontario in Canada. Solo pochi si diressero in Pennsylvania. Questi amish europei erano più elastici, sia in quanto ad abitudini quotidiane, indulgendo in ciò che ai loro fratelli americani parevano inutili vanità (vestiti più belli, strumenti musicali, e in generale una visione del bello come valore e non vanità). Inoltre avevano un atteggiamento più fiducioso verso la modernità e i suoi prodotti.
I contrasti erano anche dottrinali e si approfondirono nella seconda metà dell'Ottocento sino ad arrivare, nel 1865, a un concilio che portò ad una divisione. Gli amish si trovarono suddivisi in quattro gruppi: tre progressisti e uno conservatore; quest'ultimo prese nome di "amish del Vecchio Ordine" (circa 5.000 persone), gli altri si chiamarono amish mennoniti. Gli amish cui ci si riferisce culturalmente, anche per la pubblicità che ne ha reso più noti i costumi, ad esempio col film Witness - Il testimone appartengono e si definiscono del "Vecchio Ordine".
Nel Novecento i gruppi amish si trovarono al centro di ulteriori contrasti con gli Stati Uniti e con il Canada. In primis perché, quando questi entrarono in guerra, l'antimilitarismo dei giovani amish suscitò una nuova ondata di abusi fisici e psicologici. Oltre a ciò l'obbligo di scolarizzazione si scontrò con il desiderio degli amish di istruire i propri figli alla luce di princìpi che gli stati non intendevano sostenere, ma almeno su questo si trovò un compromesso e ai ragazzi amish fu permesso di terminare gli studi a 16 anni anziché a 18.
All'inizio della seconda guerra mondiale i gruppi religiosi non violenti come gli amish e i quaccheri ottennero maggior rispetto dagli Stati Uniti e dal Canada. Coloro che si dichiararono obiettori di coscienza (la stragrande maggioranza) ottennero incarichi non militari, per esempio negli ospedali da campo o in quelli di città, il che li espose a violenti shock culturali per il contatto con una società del tutto aliena alla loro e ai loro princìpi morali.
Ulteriori problemi si generarono riguardo alle tasse (Social Security program) che gli amish non volevano pagare a un governo di cui non si sentivano parte e da cui non volevano alcun servizio. Negli anni successivi, tuttavia, gli amish trovarono un dialogo con i governi statali, e non vi furono più gravi episodi di scontro. Le differenze, naturalmente, rimasero.
Nel 1967 alcuni si trasferirono in alcuni stati dell'America Latina, dove risiede un piccolo gruppo.

## La vita quotidiana della comunità amish
Un amish vive in una comunità dal tessuto sociale insolitamente robusto, basato su forti legami familiari, e su un ancora più forte identità religiosa. Salvaguardare questa società è fondamentale per ogni amish e le sue azioni sono votate a questo.
Esiste una serie di regole maturate e consolidate nei secoli, cui gli amish fanno riferimento: il cosiddetto Ordine, l'Ordnung, che discende da concetti e passi ricavati dalla Bibbia. Le regole non sono moltissime, per cui la comunità si fa carico di spiegarne la non sempre ovvia applicazione quotidiana ai bambini, che devono sviluppare discernimento nell'applicazione quotidiana.

### L'ambiente e la comunità amish

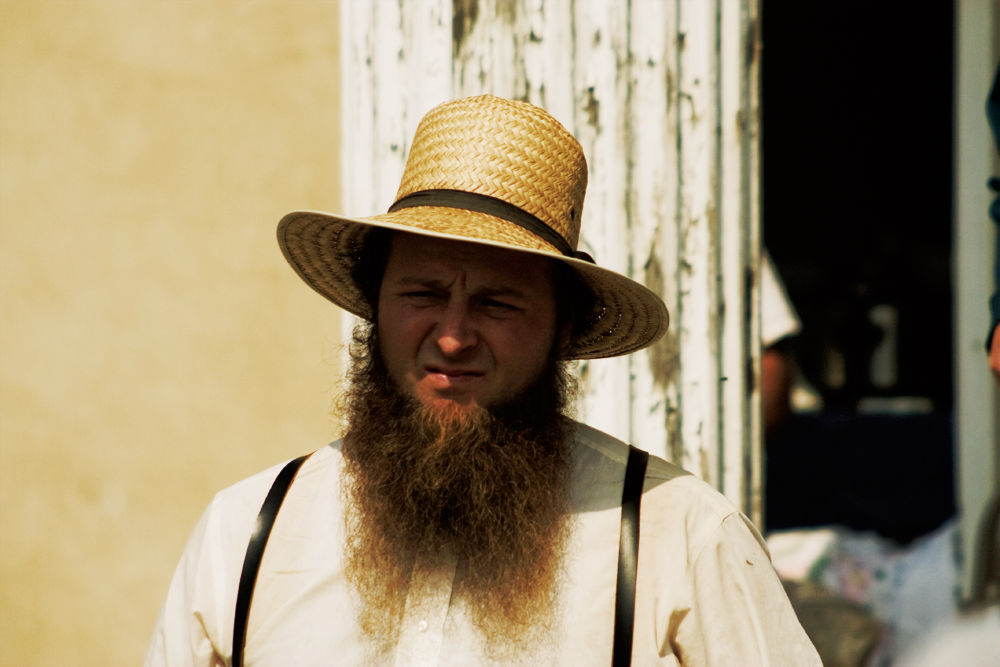
Un uomo che porta la tipica barba amish senza baffi.

Gli Amish vivono come contadini e artigiani in campagne che tengono gelosamente libere dalle intrusioni della civilizzazione che possano intaccare i loro princìpi guida.
Questo genera una sorta di binomio che può apparire curioso: l'elettricità non è ammessa, poiché rovina la naturalezza del creato e la semplicità del vivere, mentre fonti alternative di energia (come il vento, il sole, l'acqua) sono le benvenute. Non esistono automobili, poiché l'intento di un amish è di vivere con semplice umiltà tra i suoi cari e simili: questo fa degli amish dei buoni allevatori di cavalli (principale forza motrice), che tirano i semplici carri neri coperti o meno (detti buggies), che sono diventati il simbolo di questa comunità.
Gli Amish vestono fuori dal tempo. Gli uomini portano il cappello e vesti scure, dal taglio semplice, facili da indossare, prive di cerniere lampo e in parte anche di bottoni. I calzoni hanno fondo largo e orlo alto, per motivi di praticità e di modestia. A partire da quando si sposano portano la barba, come chiede la Bibbia, ma non i baffi, che associano con la vita militare e i suoi disvalori di arroganza e violenza.
Le donne hanno abiti privi di ornamenti e dalle maniche lunghe, con grembiuli e cuffiette che coprono i capelli, che non tagliano mai. Se sono nubili hanno cuffie nere, se sposate rigorosamente cuffie bianche. La gonna del vestito è lunga a metà polpaccio per essere modesta e pratica al tempo stesso. Il vestiario non è un vezzo, ma il segno tangibile dell'appartenenza alla comunità e alle sue regole, non dissimilmente dall'abito di una suora o di un frate.
Nessuna donna porta gioielli. In generale nessun amish porta oggetti superflui o che esprimono vanità. Lo stile è quello di un tardo Ottocento semplificato e dedicato alla praticità per adattarsi ai lavori svolti. Questi sono privi di ausili elettrici; infatti, ogni incombenza viene svolta con un duro lavoro manuale, alleviato dall'aiuto che la comunità è sempre pronta a dare a chiunque ne necessiti; il lavoro quindi è spesso collettivo.
La comunità si fonda sul reciproco aiuto, sia per il lavoro che per il denaro, aiuto che rende superflue assicurazioni, fondi pensionistici e simili. Ogni membro adulto è tenuto a lavorare per provvedere a sé, ai suoi cari e alla comunità, nelle cui casse versa una certa cifra per le evenienze e le difficoltà dei membri. Se un ragazzino deve andare dal dentista e il padre non ha di che provvedere, la cassa della comunità lo farà al posto suo. Allo stesso modo interviene di consueto per costruire le case per le giovani coppie (con fondi o col lavoro collettivo) o per aiutare una famiglia in difficoltà, per un incendio o per un raccolto perduto.

### Gli amish e la modernità
È comune pensiero che gli amish rifiutino ogni tipo di oggetto moderno: questo è vero solo in parte. Oggetti che non portino valori inutili o indesiderati nella casa e non provochino crepe nella struttura sociale sono i benvenuti, soprattutto se si rendono manifestamente utili. Sono però esclusi i prodotti giustificati solo da un desiderio vanitoso e soprattutto superflui.
Per loro la tecnologia non è dannosa di per sé: è l'uso smodato e acritico da parte dell'uomo che viene condannato. Una stufa a legna moderna, per esempio, è per loro un'ottima scelta in termini di costi-benefici. Pretendere la riproduzione fedele di una stufa antica sarebbe inutile e ingiustificatamente costoso anche nell'efficienza; infatti nelle case amish è frequente trovare ottime stufe a legna chiaramente moderne e di eccellente efficienza energetica. Allo stesso modo, una donna può trovare una buona soluzione cucire con filo di nylon o di fibre di alta qualità anziché di cotone, o lasciare andare a pattinare sui rollerblade le figlie (l'attività fisica è apprezzata), rigorosamente vestite con vestitini lunghi, grembiuli e cuffiette. Gli amish aborrono la televisione, che eroga esempi di costumi e comportamenti imposti a loro estranei, e invece amano leggere libri e riviste, se non offendono i loro princìpi.
Le comunità non sempre riescono a fare a meno dell'elettricità: gli amish commerciano in prodotti caseari e i meccanismi di refrigerazione possono richiedere elettricità, che viene fornita da generatori a gasolio. Il gasolio viene comprato quando serve e trasportato sui caratteristici "buggies", i semplici calessi neri coperti e tirati da cavalli.
Con l'adozione delle energie rinnovabili, anche di alta tecnologia (solare e del vento), i bisogni di combustibili fossili sono comunque in declino.
Se la necessità li spinge al di là di quello che di norma essi giudicano ragionevole, anche gli amish possono fare eccezione, e fruire di alcuni dispositivi moderni altrimenti vietati: per costruire una fattoria, ad esempio, può essere utile affittare una gru per sollevare carichi pesanti (principio di maggior utilità). Sempre a patto però che sia di proprietà e la manovri un "esterno", una persona perciò non soggetta alle regole della vita amish, che impedisce ai suoi membri di possedere e/o guidare un mezzo motorizzato.
Fondamentalmente, di fronte a una scelta tra moderno o non moderno gli amish scelgono solitamente ciò che salvaguarda la salute fisica e morale della famiglia. Questo include l'atteggiamento verso la medicina: una famiglia amish può non amare il curarsi in ospedale e preferire rimedi casalinghi, ma è improbabile che esponga qualcuno dei suoi a un rischio se è in corso un'emergenza. In tal caso il malato sarà portato al più vicino ambulatorio medico o ospedale.
Di fronte a un possibile cambiamento nello stile di vita inizia un piano di riflessione che ha lo scopo di decidere per il meglio; il piano di riflessione e di valutazione può richiedere anni, e lunghi dibattiti nella comunità, che deve essere concorde sugli eventuali cambiamenti da adottare, secondo i principi di utilità e reale necessità.

## La vita di un amish: età, traguardi, responsabilità

### L'infanzia

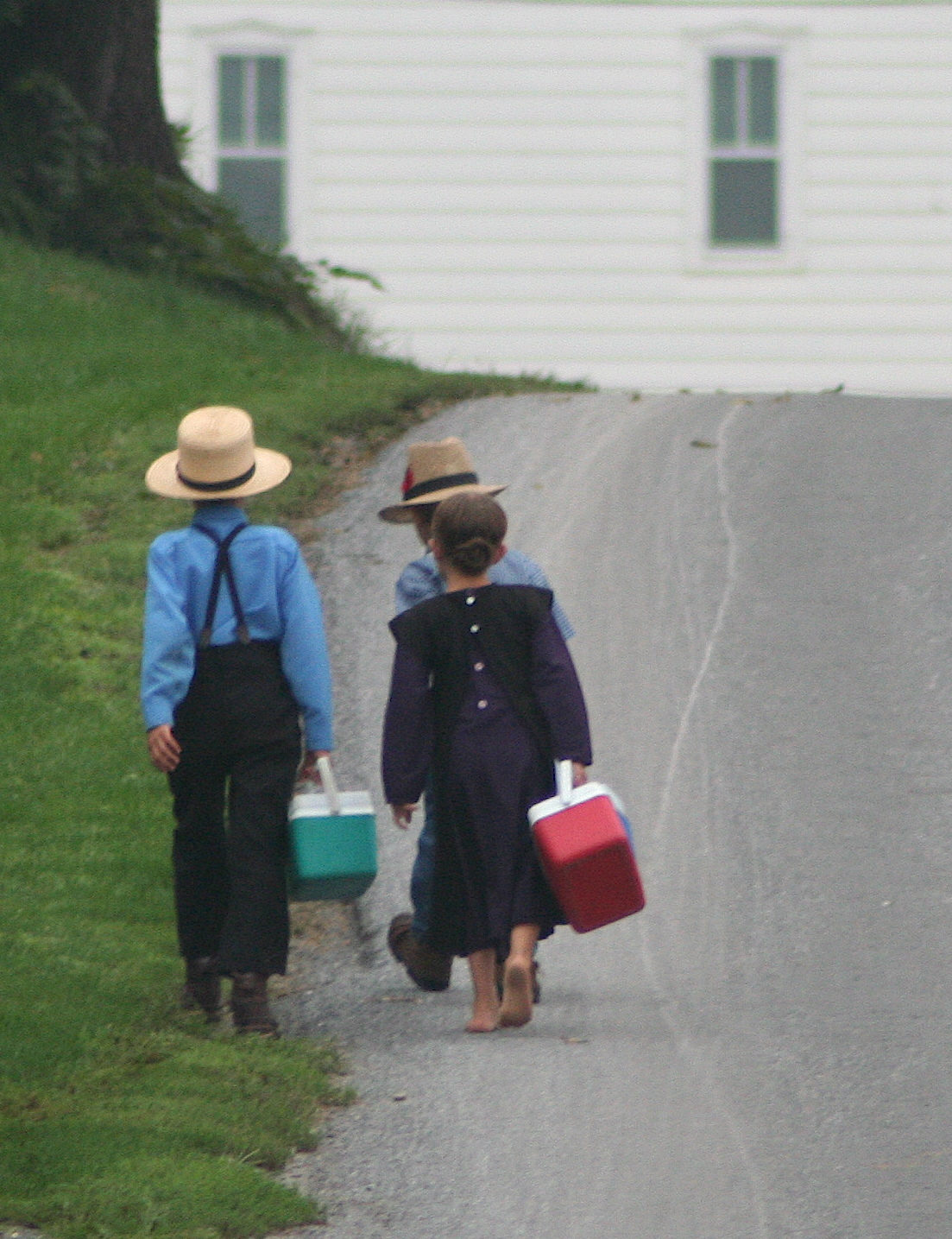
Bambini amish che si avviano a scuola.

Un bambino o bambina amish nasce in una famiglia composta di padre, madre e numerosi fratelli (in media 7 figli per coppia). Hanno molto rilievo affettivo ed educativo, inoltre, i parenti come zii, zie, cugini e naturalmente i nonni: tanto più un amish è anziano, tanto maggiormente viene rispettato, perché si ritiene saggio e dispensatore di consigli e di punti di vista maturi, fuori della portata giovanile. La famiglia esercita un controllo stretto sull'educazione del bambino. La formazione dei giovani è, infatti, carico della scuola solo parzialmente, essendo gestita prevalentemente dai genitori e dagli altri membri della comunità. In famiglia si parla il dialetto amish (detto tedesco della Pennsylvania o Dutch che deriva da deutsch, tedesco), mentre il tedesco viene appreso durante le celebrazioni religiose e l'inglese a scuola. Quest'ultima è la lingua utilizzata per comunicare all'esterno del mondo amish.
La comunità amish è estremamente chiusa e i matrimoni avvengono e sono avvenuti spesso tra persone imparentate tra loro, ragione per cui il nuovo nato rischia malattie genetiche, come nanismo a sei dita (Sindrome di Ellis-van Creveld) e disordini metabolici. Particolarmente alta tra i bambini della comunità l'incidenza di una rarissima malattia, la sindrome di Crigler-Najjar, una condizione genetica che impedisce al fegato di metabolizzare la bilirubina, il pigmento prodotto dalla decomposizione dell'emoglobina contenuta nei globuli rossi che provoca, se non è espulso, l'ittero e l'intossicazione sistemica. Dei 100 casi diagnosticati a livello mondiale, 20 interessano pazienti appartenenti alla comunità amish in Pennsylvania.
I bambini amish studiano insieme fino ai 13 anni (8th grade school, equivalente della scuola media) sotto la supervisione di un'insegnante amish, in una scuola che ha stanza unica. Cessati gli studi scolastici i maschi si dedicano a imparare l'agricoltura e la carpenteria, e le femmine i lavori di casa e la cura familiare.
Nella società amish è assolutamente fondamentale l'insegnamento dal più esperto, o anziano, al più giovane. Questo fattore venne considerato rilevante per risolvere la contesa tra le comunità amish e il governo degli USA nel 1972, sul rispetto della legge federale che imponeva di mandare i figli a scuola sino ai 18 anni. La richiesta del governo venne considerata incostituzionale perché lesiva della libertà di religione e di costume, tanto più che il costume amish dopo la cessazione della scuola a 16 anni, accompagna i giovani, con la trasmissione della istruzione degli esperti, ben oltre i 18 anni; per questo ai bambini amish venne accordato il diritto di essere istruiti secondo le tradizioni della loro comunità.
Le insegnanti sono giovani donne nubili della comunità, usualmente l'insegnante più anziana trasmette la propria esperienza in merito alla più giovane. Le insegnanti non possiedono un curriculum professionale, ma vengono scelte dalla comunità in base alla loro reputata intelligenza ed alla loro condotta morale. Di norma i risultati sono reputati buoni.
Contestualmente alla scuola le ragazze vengono educate dalle donne di famiglia nei lavori domestici, nella cura dei famigliari e nell'artigianato femminile. I ragazzi imparano il lavoro del padre o degli zii. I ruoli uomo-donna sono tradizionali e ben distinti: le donne lavorano in casa e gli uomini fuori. Tuttavia non è raro che le donne nubili lavorino fuori, se la necessità lo impone, e che gli uomini partecipino alla cura dei ragazzi e ai lavori domestici pesanti.

### L'adolescenza: Rumspringa

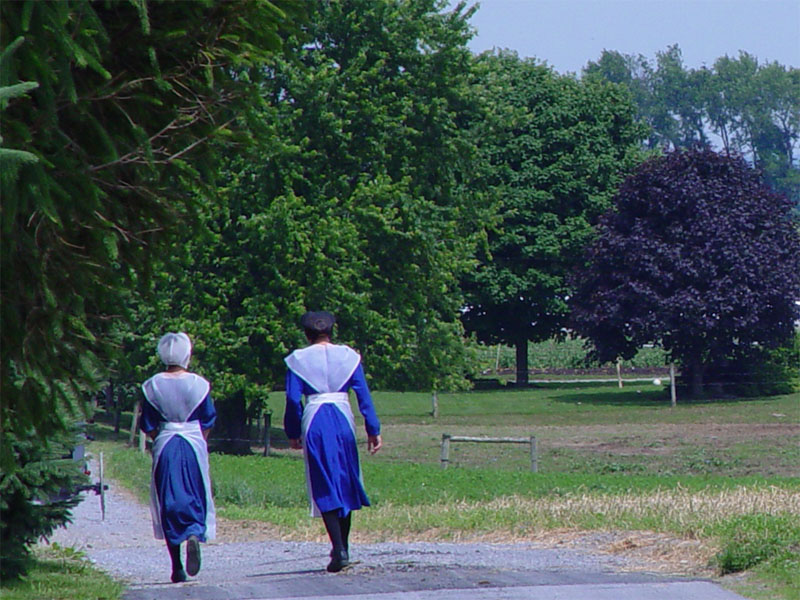
Giovani donne nel tradizionale costume

Cessata la scuola, per molti ragazzi e ragazze comincia il periodo detto di "Rumspringa", un rito di passaggio. Rumspringa significa "saltare in giro" (herum springen in tedesco) e indica il periodo in cui le famiglie allentano il controllo sui figli. Questi si mischiano ai loro coetanei, possono uscire con ragazzi e ragazze, viaggiano, vanno a ballare in jeans, bevono alcolici e possono, volendolo, sperimentare tutto quanto è comune per i coetanei non amish.
In tal modo la comunità amish vuole assicurarsi che la professione di fede che saranno chiamati a fare nel giro di qualche anno sia sincera e consapevole di ciò a cui rinunciano. Di 100 ragazzi e ragazze che vanno Rumspringa (periodo che dura qualche anno), ne "tornano a casa" 80-90, pronti per unirsi alla comunità e sposarne le regole severe.
La famiglia è il fondamento della comunità e la tela su cui l'individuo amish dipinge il ritratto della sua vita. Cercarsi un partner è di capitale importanza e i giovani cominciano a farlo verso i 16 anni, per arrivare alle nozze verso i 20 anni.
Una domenica su due la famiglia presiede la celebrazione religiosa, che consta di letture della Bibbia, canti, sermoni e preghiera comunitaria. La celebrazione avviene rigorosamente in casa, ospitando altre famiglie, poiché, come si è detto, la Chiesa amish non ha sedi o edifici di culto. La celebrazione è un momento molto importante della socializzazione, e facilmente termina con un rinfresco con conversazione offerto dai padroni di casa. La domenica successiva la famiglia partecipa alla celebrazione officiata in un'altra casa del distretto, a rotazione, di norma sono ospitati presso amici, parenti o semplici conoscenti che officiano presso il loro domicilio: tale azione è molto utile per rinsaldare i legami comunitari, comunicarsi e discutere delle novità e, molto importante, si dà ai giovani la possibilità di frequentarsi e conoscersi.
Altre occasioni di socializzare sono i picnic, le aste, la partecipazione ai raccolti o ai lavori collettivi, la costruzione di case per altri sposi, e le serate cantanti; gli amish non ballano e non suonano strumenti, ma amano cantare in coro sia inni religiosi, sia canzoni "laiche". Le serate "di canto" sono dedicate espressamente per i giovani, anche se poi in realtà tutti partecipano, e sono pensate ed organizzate per dare la possibilità ai giovani di frequentarsi e farsi conoscere: molte giovani coppie nascono così. Le giovani donne hanno molta voce in capitolo sulla scelta dello sposo, che non viene imposto dai genitori, e hanno possibilità di frequentarlo da sole prima del matrimonio: appartarsi in una stanza chiusa resta fuori discussione, ma fare passeggiate in campagna, chiacchierare, e fare viaggi a due per andare a cantare sono assolutamente leciti e frequenti.

### L'età adulta: il battesimo e l'ingresso nella comunità
Raggiunta quella che viene considerata l'età adulta - tra i 16 e i 20 anni - il giovane amish può ricevere il battesimo ed entrare ufficialmente a far parte della comunità. Ciò implica la frequentazione di un corso, una sorta di catechesi, dove si studia la Confessione di Fede di Dordrecht del 1632.
Al termine, la comunità, valuta se accogliere il nuovo arrivato come fratello o sorella. Se la risposta è positiva, il battesimo avviene un paio di domeniche prima della comunione d'autunno. In questa occasione i battezzandi incontrano il capo della chiesa e gli viene ulteriormente ricordato che l'impegno che prenderanno è verso Dio, verso la comunità, e dura tutta la vita. Gli viene data la possibilità di rinunciare e, anche se molto raramente, qualcuno lo fa. Se il candidato accetta, inizia la celebrazione vera e propria. Se il candidato rifiuta viene bandito dalla comunità e ai suoi parenti è vietato aver rapporti col congiunto.
Ai ragazzi viene chiesto di inginocchiarsi, gli viene ricordata la promessa che fanno e gli vengono poste domande sulla loro fede e sul loro desiderio di unirsi alla chiesa. I ragazzi vengono battezzati prima delle ragazze.
Completata la promessa il Vescovo alza la testa del ragazzo, un diacono gli riempie le mani d'acqua e il Vescovo la versa sul capo del candidato tre volte: nel nome del Padre, del Figlio e dello Spirito Santo. Il Vescovo prosegue dicendo in dialetto amish "Nel nome del Signore e della chiesa, noi estendiamo a voi la fratellanza. Alzatevi e siate membri fedeli della chiesa". I ragazzi sono accolti calorosamente con il Bacio Santo, che le ragazze ricevono dalla moglie del Decano. Il rito è semplice, ma emozionale e la promessa è cosa estremamente seria poiché se rotta, porta al bando dalla comunità.

### Il matrimonio

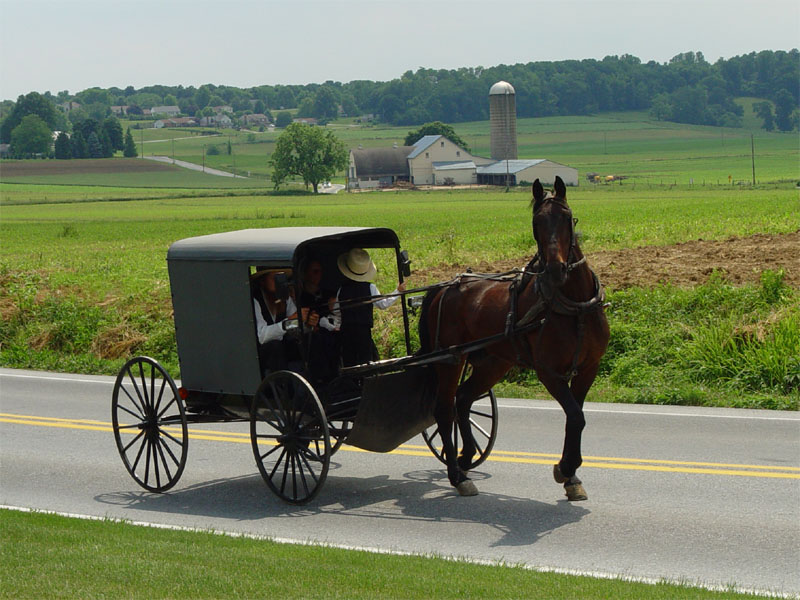
Famiglia amish al ritorno dalla funzione domenicale

Una volta battezzati i ragazzi che desiderano sposarsi annunciano, solitamente in estate, la loro intenzione e il nome dello sposo o sposa scelto.
Passata la faticosa stagione del raccolto, quando la comunità ha più tempo da dedicare a questo gesto così importante, i due giovani vengono "annunciati" come promessi sposi nel corso di una delle celebrazioni domestiche domenicali.
Nella occasione le donne di famiglia assieme preparano il banchetto per i parenti e per la comunità (il che significa per 200 o anche 400 persone), le giovani si sposano con un vestito semplice, rigorosamente privo di pizzi e decorazioni, solitamente di colore blu, celeste o viola.
Questo stesso vestito verrà indossato alle funzioni religiose della domenica, e verrà usato anche per il loro funerale.
Anche gli abiti degli altri sono quelli usuali, puliti ma semplici, della funzione domenicale.
Nessuna donna amish porta fiori alle nozze, che avvengono solitamente di mercoledì o giovedì: così si ha tempo per rimettere a posto la casa, e fare riposo la domenica, come il Signore ha comandato di fare. La comunità tutta è testimone alla "annunciazione", non hanno senso quindi testimoni "particolari", né tantomeno damigelle d'onore.
La giovane coppia vivrà con i genitori di lei sino alla primavera, quando la comunità si mobiliterà per aiutarli a costruire la loro nuova fattoria. La nuova casa sarà, come è facile immaginare, semplice e modesta, in certa misura spoglia, analoga a tutte le altre, con gli oggetti strettamente necessari ed utili, senza ninnoli o soprammobili inutili o vistosi. Larga parte della vita campestre, dopotutto, si svolge fuori di casa: nei campi, nelle botteghe artigiane, nei laboratori e nei rari negozi.

### Il lavoro
La giovane coppia adotta prevalentemente incarichi e lavori analoghi a quelli dei propri genitori, dato che ha appreso il mestiere da loro. Gli amish sono contadini specializzati in coltivazioni particolari (come i peperoncini), praticate con metodi tradizionali naturali molto accurati (arature, concimazioni) che danno rese elevatissime, sono abili artigiani ed allevatori di cani e di cavalli. La società produttiva è quindi essenzialmente molto conservatrice. Le donne si dedicano all'arte tessile chiamata "patchwork" e realizzano coperte tradizionali trapuntate e ricamate chiamate "quilt", fatte di pezzi differenti di stoffe diverse che cuciono a mano, da sole o con le amiche.
Per vendere i prodotti del loro lavoro tendono a relazionarsi con pochi intermediari di cui si fidano, spesso mennoniti, che possono avere grandi negozi, supermercati, vendita on-line e accettare carte di credito: tutte attività impossibili ad una comunità che rifiuta l'elettricità, la televisione e guarda con forte sospetto anche la fotografia. Tuttavia alcuni amish hanno piccoli negozi a conduzione familiare dove vendono direttamente ai turisti i loro prodotti. In parte guadagnano anche grazie al turismo, con cui hanno un rapporto problematico: da un lato ne guadagnano, dall'altro si trovano esposti a valori estranei e di disturbo.

### I contrasti

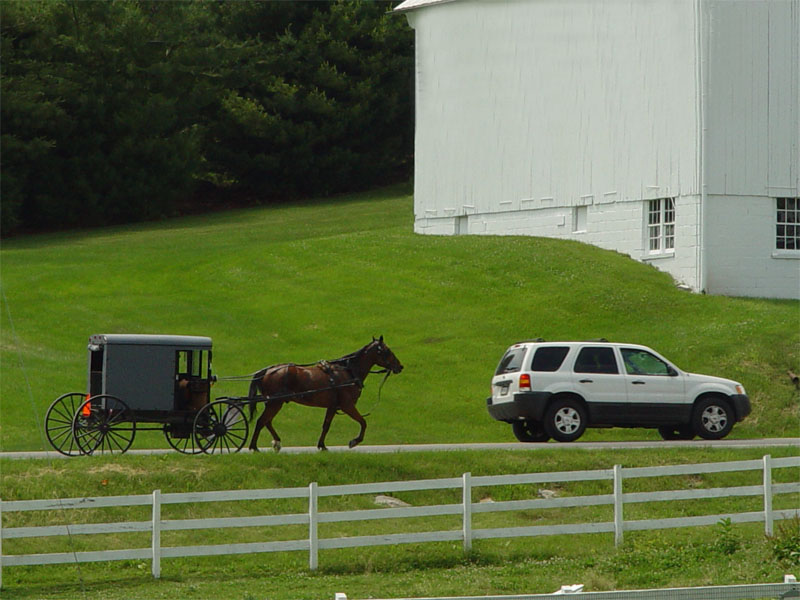
Un calesse amish condivide la strada con i moderni veicoli a motore.

Il mondo degli amish, ovviamente, non è un paradiso, e le dispute e gli attriti non mancano, né sono mancati. Esistono, di conseguenza, diversi gruppi amish, che interpretano più o meno severamente l'Ordnung o che sono più o meno vicini ai loro cugini mennoniti, più moderni e liberali.
L'Ordnung, che significa "ordine", è un codice di condotta che viene trasmesso di generazione in generazione e regola il loro comportamento e il loro stile di vita.
Se un amish rifiuta le regole della comunità possono verificarsi due possibilità: se è giovane e non ha fatto professione di fede, i legami familiari reggono, perché il ragazzo o ragazza non ha fatto alcuna promessa formale e il suo atto può dare dolore, ma non manca verso la comunità. Può tornare quando vuole e riprendere la sua vita dove l'aveva lasciata: la comunità è tenuta ad accoglierlo.
Se ad andarsene è un adulto, la faccenda si complica. Se ritorna entro breve tempo la frattura può ricomporsi e i legami familiari si mantengono. Se non torna entro un breve termine viene bandito, i rapporti si sospendono, e verrà per sempre considerato un estraneo. Pochi prendono questa decisione. Ancora meno tengono comportamenti che possano obbligare la comunità a respingerli e bandirli.
La comunità amish, per quanto differente, dimostra di avere prodotto un modello di vita solido e, se necessario, adattabile: la popolazione amish è triplicata negli ultimi 50 anni. Gli amish sono presenti in 24 stati con una popolazione di circa 150.000 individui. Al ritmo di crescita delle famiglie, si ritiene che essa raddoppi ogni 20 anni circa. Secondo uno studio effettuato da ricercatori della Ohio State University, gli amish in Nordamerica crescerebbero al ritmo vertiginoso di una nuova comunità ogni tre settimane e mezzo. Rigorosamente pacifisti e nonviolenti, gli amish - che vivono in comunità rurali senza televisione ed elettricità - sono quasi duecentocinquantamila negli USA e in Canada, e, secondo Joseph Donnermeyer - curatore della ricerca svoltasi nel quadro del più ampio censimento statunitense sulle religioni - la popolazione amish letteralmente raddoppia ogni 22 anni. Questa crescita esponenziale è dovuta semplicemente al fatto che in media, ogni donna amish, dà alla luce ben 7 figli. A questo si aggiunge che sono decisamente pochi gli abbandoni dalla comunità. Stando alle proiezioni di Donnermeyer, andando avanti di questo passo, saranno 1 milione entro il 2050.
Il problema fondamentale degli amish è essenzialmente di tipo genetico dato che gli ingressi ed i movimenti di persone tra le comunità, e soprattutto dall'esterno, sono alquanto modesti, soprattutto per le comunità più "ortodosse", che sono costituzionalmente più chiuse.

## Dottrina e struttura ecclesiale amish
I punti fondamentali del culto discendono direttamente da quelli anabattisti.
1. La Salvezza è un gran dono gratuito di Dio, che l'uomo non può "meritare" poiché tanta grazia è fuori dalla portata della sua opera di creatura. Con 'Salvezza' non si intende il giudizio positivo di Dio dopo la morte, ma il riconoscimento che Gesù è Signore e Salvatore. Per gli amish la Salvezza è un processo graduale e quotidiano che si attua quando "la vita è trasformata giorno dopo giorno, nell'immagine del Cristo".
2. Certezza della Salvezza. Per gli amish non esiste atto o promessa che assicuri la Salvezza: nemmeno il battesimo. Sostenere che un atto ti "salvi per sempre" è arrogante e orgoglioso.
3. Destino finale. È incerto fino alla fine e nelle mani di Dio, che valuta tutta la vita del credente, quindi lo destina al paradiso o all'inferno.
4. La celebrazione religiosa nella propria casa, come detto, si svolge una domenica su due, e la comunione due volte all'anno: in primavera e autunno. La professione di fede, che si fa in età adulta, non è preclusa ad un estraneo che voglia unirsi alla comunità. Il caso avviene però raramente.

La chiesa amish è per loro interprete della volontà del Signore ed è in qualche modo un corpus compatto. Se secondo alcune fedi cristiane gli evangelisti vedono il battesimo come un atto tra credente e Dio, per gli amish è un atto pubblico che lega l'uomo o la donna a Dio e alla chiesa.
Le singole comunità, dette distretti, sono indipendenti ed autonome: non esiste una struttura ecclesiastica centrale.
Stato e chiesa devono restare distinte e pertanto gli amish, per la loro integrità religiosa, si tengono lontani dalla vita pubblica, dal governo e dalle sue regole: non giurano, non votano, ma pagano le tasse, non prestano servizio militare, ma civile. Tuttavia la loro nonviolenza non si estende all'educazione: il giusto quantitativo di mezzi coercitivi fisici è contemplato.
L'Ordnung (regolamento) è soggetto ad aggiornamento di tanto in tanto e usualmente ogni due anni la comunità o il distretto ne rivede o approfondisce alcune parti. È di natura conservatrice, prevede la sottomissione della donna all'uomo e il rispetto dell'uomo verso la donna: sebbene i ruoli femminili siano parimenti importanti a quelli maschili, le donne hanno assai meno autorità degli uomini. Se nubili restano soggette alla disciplina paterna, se sposate a quella del marito. Inoltre non possono accedere a cariche nella chiesa. È infatti sempre l'uomo che prende le decisioni più importanti all'interno della famiglia.
L'evangelizzazione è uno dei punti di grande divergenza rispetto alle altre chiese cristiane. Gli amish pensano, infatti, che non sia loro dovere o compito provvedere a diffondere presso altri i principi della loro fede. Tuttavia alcuni gruppi si stanno muovendo in tal senso e, in genere, gli amish sono ben disposti a spiegare i loro princìpi di vita a fronte di una domanda ritenuta sincera e rispettosa.

## Popolazione
Negli USA vive la stragrande maggioranza (98,3%) della popolazione Amish di tutto il mondo. Nel 2021 le comunità Old Order erano presenti in ben 31 dei 50 stati federati degli Stati Uniti d'America; in tutti gli USA nel giugno 2021 vivevano 361.635 Amish, in crescita di 10.990 persone (o il 3,2%) rispetto all'anno precedente.
Poiché di solito gli amish non vengono battezzati prima dei 18 anni e i bambini non vengono conteggiati tra i membri delle comunità, è stato storicamente difficile stimarne il numero preciso. Secondo varie stime gli amish negli USA erano 125.000 nel 1992, 166.000 nel 2000 e 221.000 nel 2008. Quindi, dal 1992 al 2008, il tasso di incremento demografico nelle comunità amish del Nord America è stato dell'84% (3,6 % all'anno). Durante questo periodo furono istituiti 184 nuovi insediamenti alcuni dei quali in sei nuovi Stati . Nel 2000 circa 165.620 Old Order Amish risiedevano negli Stati Uniti, di cui 73.609 membri della chiesa. Gli amish sono tra le comunità in maggiore crescita demografica al mondo, con una media di 7 figli per famiglia.
Nel 2010 alcune confessioni, tra cui gli amish, cambiarono la modalità con cui venivano censiti gli aderenti per meglio aderire agli standard dell'Association of Statisticians of American Religious Bodies (ASARB). Considerando come amish non solo gli Old Order Amish, si arriva alla cifra di 241.000 in 28 stati nel 2010.

## Gli amish nella cultura di massa
Documentari
- The Amish: Not to Be Modern, regia di Victoria Larimore (1985)
- The Amish and Us, regia di Dirk Eitzen e David Tetzlaff (1998)
- Amish - la civiltà della conservazione (The Amish: A People of Preservation), regia di John L. Ruth (2000) - documentario dello storico John L. Ruth, mennonita e quindi grande conoscitore della storia degli Amish. Ha contribuito ai testi anche John A. Hostetler, autore di Amish Society.
- Devil's Playground, regia di Lucy Walker (2002)
- The Amish: How They Survive, regia di Burton Buller (2005)
- Amish a chi? (Amish: World's Squarest Teenagers), serie di documentari televisivi di Channel 4 (2010)
- Amish: Out of the Order, documentario televisivo del National Geographic Channel (2010)
- Living with the Amish, serie di documentari televisivi di Channel 4 (2011)
- Leaving Amish Paradise, documentario televisivo della BBC (2011)
- Amish: A Secret Life, documentario televisivo della BBC (2012)

Film
- Witness - Il testimone (Witness), regia di Peter Weir (1985)
- Kingpin, regia dei fratelli Farrelly (1996)
- In ricchezza e in povertà (For Richer or Poorer), regia di Brian Spycer (1997)
- David im Wunderland, regia di Moritz Seibert (1998)
- Verità nascosta (Plain Truth), regia di Paul Shapiro (2004) - film TV
- La storia di Sarah Cain (Saving Sarah Cain), regia di Michael Landon, Jr. (2007)
- Sex Movie in 4D (Sex Drive), regia di Sean Anders (2008) - la comunità Amish è presente
- La forza del perdono (Amish Grace), regia di Gregg Champion (2010) - film TV
- Costretto al silenzio (An Amish Murder), regia di Stephen Gyllenhaal (2013)
- L'amore sa dove trovarti (Love finds you in Charm), regia di Teddy Cunningham (2015)
- Mute, regia di Duncan Jones (2018)
- Paranormal Activity - Parente prossimo, regia di William Eubank (2021)
- Un mondo nuovo (2022) regia di Richard Ramsey

Serie televisive
- Amish in the City, reality show trasmesso da UPN (2004)
- Amish Mafia, reality show trasmesso da Discovery Channel (2012-)
- Breaking Amish, reality show trasmesso da TLC e Real Time (2012-)
- Banshee - serie tv (2013-)
- MacGyver - 4x03 La terra degli Amish (The Outsiders) (1988)
- La signora in giallo (Murder, She Wrote) - 07x20 Quinto: non ammazzare (Murder, Plain and Simple) (1991)
- X-Files - 1x13 Passione Omicida (Gender Bender) (1994)
- Il laboratorio di Dexter - 02x12 "Nella vecchia fattoria" (Ol' McDexter) (1997)
- I Simpson - 06x01 La finestra sul giardino (Bart of Darkness) (1994); 14x19 Un cane-coniglio in famiglia (Old Yeller Belly) (2003)
- Giudice Amy (Judging Amy) - 05x09 Una piccola Amish (Rumspringa) (2003)
- Cold Case - 5x03 Amore e morte (Running Around) (2007)
- Grey's Anatomy - 03x13, Aspettative (Great Expectations) (2007)
- Law & Order - Unità vittime speciali (Law & Order: Special Victims Unit) - 10x19 L'egoista (Selfish) (2009)
- Bones - 05x03 Sospeso tra due mondi (The Plain in the Prodigy) (2010)
- I Griffin (Family Guy) - 10x07 Il ragazzo Amish (Amish Guy) (2011)
- Amici di letto (Friends with Benefits) - 01x12 Il vantaggio dell'amicizia (The Benefit of Friends) (2011)
- Futurama - 06x19 Fantasma nelle macchine (Ghost in the Machines) (2011)
- 2 Broke Girls - 2x07 (2012)
- Orange Is the New Black - 3x09 Dov'è il mio dreidel? (Where My Dreidel At) (2015)

Reality
- Breaking Amish - Trasmesso in Italia da Real Time nell'estate 2013.
- La mia vita con gli Amish - Una serie del National Geographic Channel in onda in Italia su NAT GEO People.

Narrativa
- Sworn to silence di Linda Castillo, 2009 (ed. ital. Costretta al silenzio, Fanucci, 2010)
- Pray for silence di Linda Castillo, 2010 (ed. ital. La lunga notte, TimeCrime, 2012)
- Breaking silence di Linda Castillo, 2011 (ed. ital. In un vicolo cieco, TimeCrime, 2013)
- Gone Missing di Linda Castillo, 2012
- Her Last Breath di Linda Castillo, 2013

Musica
- Amish The Reunion 2023, Discografia italiana "Amish estratto dall'album Amish The Reunion (2023)
- Amish Paradise, singolo di "Weird Al" Yankovic estratto dall'album Bad Hair Day (1996)